# حزب خاک آزاد
حزب خاک آزاد یک حزب سیاسی ائتلافی کوتاه مدت در ایالات متحده بود که از سال 1848 تا 1854، یعنی تا زمانی که در حزب جمهوری خواه ادغام شد، فعال بود. حزب عمدتاً بر روی موضوع واحد مخالفت با گسترش برده داری در قلمروهای غربی ایالات متحده متمرکز بود.
حزب خاک آزاد در طول انتخابات ریاست جمهوری 1848 پس از جنگ مکزیک و آمریکا و بحث در مورد گسترش برده‌داری به واگذاری مکزیک تشکیل شد. پس از اینکه حزب ویگ و حزب دموکرات نامزدهای ریاست جمهوری را معرفی کردند که تمایلی به رد گسترش برده‌داری به واگذاری مکزیک نداشتند، دموکرات‌ها و ویگ‌های ضد برده‌داری به اعضای هوادار لغو برده‌داری حزب آزادی پیوستند تا حزب جدید خاک آزاد را تشکیل دهند. مارتین ون بیورن، رئیس‌جمهور سابق که به عنوان نامزد ریاست‌جمهوری خاک آزاد شرکت می‌کرد، 10.1 درصد از آرای مردمی را به دست آورد که بهترین رای مردمی توسط یک حزب سوم تا آن زمان در تاریخ ایالات متحده بود.

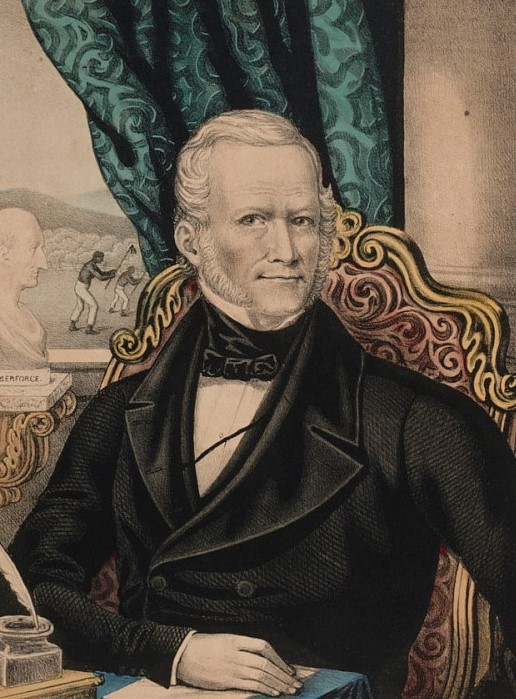
جیمز جی. برنی دو بار نامزد ریاست جمهوری حزب آزادی، بنیان‌گذار حزب خاک آزاد بود.